# Canton d'Aix-les-Bains
Le canton d'Aix, puis canton d'Aix-les-Bains est un ancien canton français, situé dans l'ancienne division territoriale française du département du Mont-Blanc (1793-1816), puis du département de la Savoie (1860-1985). Le chef-lieu de canton se trouvait à Aix-les-Bains.

## Géographie
Le canton d'Aix-les-Bains est situé au Nord de Chambéry, la préfecture du département de la Savoie. Il se trouve à l'Est du lac du Bourget, dont il est riverain, et sur les pentes du versant Ouest du massif des Bauges.

## Histoire administrative
À la suite de l'annexion par la France révolutionnaire du duché de Savoie, en 1792, Aix devient au cours de l'année 1793 le chef-lieu d'un canton français, au sein du district de Chambéry, dans le département du Mont-Blanc. Avec la création du département du Léman (1798) et la réforme du 17 janvier 1800, le canton d'Aix relève désormais de l'arrondissement communal de Chambéry et s'organise autour de 13 communes.
Le retour de la Savoie dans le royaume de Sardaigne voit la disparition des cantons et leur remplacement par des mandements. Aix devient le chef-lieu de l'un d'entre-eux et il est constitué de 12 communes.
À l'issue de l'union de la Savoie à la France de 1860, le mandement d'Aix disparaît pour redevenir un chef-lieu de canton, au sein de l'arrondissement de Chambéry, dans le département de la Savoie. La commune prend désormais le nom d'Aix-les-Bains. Ce dernier compte 9 communes.
Le décret du 2 août 1973 réorganise le canton en séparant la ville d'Aix-les-Bains des autres communes. La majeure partie d'entre elles sont intégrées au canton de Grésy-sur-Aix, nouvellement créé,.
Le canton d'Aix-les-Bains disparait par décret le 23 janvier 1985. Un nouveau découpage est organisé avec la création des cantons Aix-les-Bains-Centre ; Aix-les-Bains-Nord-Grésy et Aix-les-Bains-Sud.

## Représentation

### Conseillers généraux de 1861 à 1985
| Période                                  | Période                   | Identité                                        | Étiquette          | Qualité                                                                                |
| ---------------------------------------- | ------------------------- | ----------------------------------------------- | ------------------ | -------------------------------------------------------------------------------------- |
| 1861                                     | 1866                      | Gaspard Davat                                   | Centre droit       | Médecin, maire d'Aix-les-Bains (1863-1875)                                             |
| 1866                                     | 1871                      | Louis-Sébastien Bertier                         |                    | Médecin, chirurgien Maire de Montcel                                                   |
| 1871                                     | 1877                      | Barthélemy Dégallion                            |                    | Propriétaire, ancien notaire                                                           |
| 1877                                     | 1886                      | Joseph Petit                                    | Républicain        | Docteur-médecin à Aix-les-Bains                                                        |
| 1886                                     | 1908 (démission)          | Joseph Claude dit Claudius Rebaudet (1847-1924) | Républicain        | Conseiller municipal d'Aix-les-Bains (1874-1919)                                       |
| 1908                                     | 1910                      | François-Sylvestre Gimet                        | Rad.               | Maire d'Aix-les-Bains (1892-1900)                                                      |
| 1910                                     | 1919                      | Claude, dit Claudius Rebaudet                   | Républicain        | Propriétaire, Président du comice agricole, conseiller municipal d'Aix-les-Bains       |
| 1919                                     | 1928                      | Philippe Navarro                                |                    | Maire d'Aix-les-Bains (1919-1927)                                                      |
| 1928                                     | 1940                      | François Gaillard                               | Rad.               | Médecin à Aix-les-Bains                                                                |
|                                          |                           |                                                 |                    |                                                                                        |
| 1942                                     | 1945                      | Paul Dussuel (1889-1977)                        |                    | Médecin Maire d'Aix-les-Bains Nommé conseiller départemental en 1942                   |
|                                          |                           |                                                 |                    |                                                                                        |
| 1945                                     | 1949                      | François Gaillard                               | JR (DVG)           | Médecin Maire d'Aix-les-Bains                                                          |
| 1949                                     | 1963 (démission)          | Gaston Mollex                                   | RGR puis Centriste | Maire de Brison-Saint-Innocent (1944-1963)                                             |
| 24 mars 1963                             | 1983 (démission d'office) | André Grosjean                                  | UDR puis DVD       | - Directeur technique - Maire de Mouxy (1953-1969) - Maire d'Aix-les-Bains (1969-1985) |
| 1983                                     | 1985                      | Jacques Moucot                                  | DVD                | Adjoint au maire d'Aix-les-Bains Élu en 1985 dans le canton d'Aix-les-Bains-Sud        |
| Les données manquantes sont à compléter. |                           |                                                 |                    |                                                                                        |

### Conseillers d'arrondissement (de 1861 à 1940)
| Période                                  | Période          | Identité                       | Étiquette       | Qualité |
| ---------------------------------------- | ---------------- | ------------------------------ | --------------- | --- |
| 1871                                     |                  | Louis Guilland                 |                 | Docteur en médecine à Aix-les-Bains                                                                         |
|                                          |                  |                                |                 | |
| 1913                                     | 1916 (décès)     | Claudius Chêne (1864-1916)     | Radical         | Conseiller municipal d'Aix                                                                                  |
| 1916                                     | 1919             | siège vacant                   |                 | |
| 1919                                     | 1928 (démission) | François Monachon              | Union nationale | Viticulteur, conseiller municipal d'Aix                                                                     |
| 1928                                     | 1940             | Antoine Montagnole (1873-1962) | Radical         | Maire de Viviers                                                                                            |
| 1940                                     |                  |                                |                 | Les conseils d'arrondissement ont été suspendus par la loi du 12 octobre 1940 et n'ont jamais été réactivés |
| Les données manquantes sont à compléter. |                  |                                |                 | |

## Composition
En 1793, le canton d'Aix se compose de 13 communes Aix ; Brison ; Drumettaz-Clarafond ; Méry ; Montcel ; Pugny-Chatenod ; Saint-Innocent ; Saint-Offenge-Dessous ; Saint-Offenge-Dessus ; Tresserve ; Trévignin ; Le Viviers et Voglans.
En 1800, le canton d'Aix se compose de 12 communes : Aix ; Brison-Saint-Innocent ; Drumettaz-Clarafond ; Méry ; Montcel ; Mouxy ; Pugny-Chatenod ; Saint-Offenge-Dessous ; Saint-Offenge-Dessus ; Tresserve ; Trévignin ; Le Viviers et Voglans.
En 1860, le canton d'Aix-les-Bains se compose de 9 communes : Aix-les-Bains ; Brison-Saint-Innocent ; Drumettaz-Clarafond ; Grésy-sur-Aix ; Méry ; Montcel ; Mouxy ; Pugny-Chatenod ; Saint-Offenge-Dessous ; Saint-Offenge-Dessus ; Tresserve ; Le Viviers et Voglans.
En 1973, le canton est constitué de la ville d'Aix-les-Bains.